# Aryan Brotherhood

Symbolen med ett hakkors över en shamrock.

Aryan Brotherhood (även känt som AB eller The Brand) (Ariska brödraskapet) är ett amerikanskt fängelsegäng och kriminell organisation med vit makt-profil. Aryan Brotherhood bildades 1964 i San Quentin-fängelset i Kalifornien av irländska motorcyklister. De har cirka 15 000 till 20 000  medlemmar i och utanför fängelserna. De vanligaste brotten bland medlemmarna är mord, droghandel, indrivning och vapenhandel. Medlemmarna bär oftast tatueringar i form av nazistiska symboler.
Gänget är utpräglat högerextremt men trots detta har man allierat sig med mexikanska gäng. En av anledningarna är att de ska jobba mot de svarta gängen, till exempel Bloods och Crips, som på senare tid har börjat samarbeta med varandra eftersom båda gängen är svarta och har hård konkurrens i La eMe och andra mexikanska gäng.
Aryan Brotherhood var ett av de första gängen som tillämpade "Blood In, Blood Out" för tillhörigheten till gänget. Med det menas att man måste utföra en allvarlig våldshandling mot någon "fiende" för att kunna ansluta sig med gänget. Och när man väl är medlem, är man det resten av sitt liv. Enda sättet att inte längre vara medlem av Aryan Brotherhood är genom att dö, vare sig det är till följd av sjukdom, olycka, för egen eller annans hand.
Enligt FBI ansvarar Aryan Brotherhood för 18 procent av morden på USA:s fängelser, trots att deras medlemmar enbart utgör en procent av antalet fångar.
Det har gjorts försök att etablera svenska motsvarigheter till Aryan Brotherhood såsom Ariska Brödraskapet, men dessa har ej blivit långlivade.